# Johann Hermann Schmincke
Johann Hermann Schmincke (* 23. August 1684 in Kassel; † 18. Juli 1743 ebenda) war ein deutscher Historiker und Professor an der Universität Marburg.

## Familie
Schmincke stammte aus einer evangelisch-reformierten Familie. Sein Vater war Johannes Schmincke (1658–1725), Pfarrer in Dörnhagen und Lohne. Seine Mutter war Martha Elisabeth geborene Weizel († 1744), Tochter des Henrich Weizel, Koch am landgräflichen Hof in Kassel, und der Anna Jacobine Leuner. Seine Vorfahren stammten aus den Dörfern Besse und Gleichen.
Er war verheiratet mit Katharina Elisabeth (1688–1743), Tochter des Wilhelm Müldner (1649–1701), Bürgermeister von Kassel; sein Sohn Friedrich Christoph Schmincke wurde Bibliothekar bei Landgraf Friedrich II. in Kassel.

## Wissenschaftlicher Werdegang
Ab 1700 studierte er Sprachen, Philosophie und reformierte Theologie in Marburg und anschließend sechs Jahre an den niederländischen Universitäten Franeker, Utrecht und Leiden, auch Geschichte, Kirchengeschichte, Altertumswissenschaft und Staatsrecht. 1708 begleitete er als Hauslehrer den Sohn eines Kasseler Regierungsrates zu Studien an die Universitäten Utrecht und Leiden. Bei seinen Aufenthalten in den Niederlanden kam er in Kontakt mit Georg von Eccard, Johann Albert Fabricius und Gottfried Wilhelm Leibniz.
1712 wurde er Professor der Geschichte und Beredsamkeit an der Universität Marburg, die Antrittsvorlesung fand am 2. November 1713 statt. 1715 erhielt er zusätzlich einen Lehrauftrag für Heraldik. Bei seinen Publikationen verwendete er auch die latinisierten Namensformen Johann Hermann Schminckius und Johannes Hermannus Schminckius. Ein Schwerpunkt seiner Forschungen lag in der frühmittelalterlichen Geschichte und der Urgeschichte Hessens. 1722 leitete er bis Oktober als Rektor die Universität.
1714 erschien die Abhandlung „De urnis sepulchralibus et armis lapideis veterum Cattorum“. Deren Autorenschaft ist umstritten. Die gründlichste Untersuchung dazu weist sie Schmincke zu. Diese Dissertation war ein Meilenstein in der Geschichte der Archäologie. Thema der Dissertation waren die Funde der Ausgrabung auf der Mader Heide von 1708. Der Bearbeiter ging erstmals über den Ansatz hinaus, diese an bekannte Textquellen anzuhängen. Vielmehr versuchte er, die Funde selbst als Quelle zu nutzen, so wie das die Archäologie als Wissenschaft noch heute tut. Der Autor erkannte klar eine Stratigraphie der Befunde und deutete sie als zeitliche Abfolge. Er schloss daraus auf die Kontinuität des gefundenen Bestattungsplatzes von den Chatten über die Christianisierung hinaus. Dies war ein erheblicher methodischer Fortschritt, auch wenn die Deutung der Befunde nach damaligem Kenntnisstand heutigen Maßstäben nicht mehr standhält. Die Ausgrabung auf der Mader Heide und Schminckes Dissertation gelten wegen dieses, damals neuen methodischen Ansatzes als Ursprung moderner hessischer Urgeschichtsforschung. Die Arbeit wurde deshalb in der Fachliteratur vielfach rezipiert.
Der auch historisch sehr interessierte Landgraf Karl von Hessen-Kassel berief Schmincke 1717 als Historiograph von Hessen zum Nachfolger von Karl Ludwig Tollner. Schmincke wechselte spätestens 1722 nach Kassel, wo er zum Rat, Bibliothekar und Inspektor des Kunsthauses ernannt wurde. Dabei blieb er aber Honorarprofessor und Mitglied der Philosophischen Fakultät der Universität Marburg bis zu seinem Tod.

## Veröffentlichungen (Auswahl)
- De urnis sepulchralibus et armis lapideis veterum Cattorum. Leipzig 1714 (Digitalisat).
- De antiqitatibus Friteslariensibus. 1715.[Anm. 3]
- Dissertatio historiae secunda de antiqitatibus Friteslariensibus. 1715.[Anm. 4]
- Dissertatio historiae tertia de antiqitatibus Friteslariensibus. 1715.[Anm. 5]
- De episcopatu Buraburgensi in Hassia. 1717 (Digitalisat).
- In vitatis ad academiae proceus et cives, ut intersint orationi de origine et fatis academiae Marburgensis, quam habebit Johann Wilhelm Kraftius.[Anm. 6]
- De origine et migratione Turedrum[Anm. 7]
- Dissertatio historica De Wenceslao, Rege Romanorum. 1719 (Digitalisat).
- De Aldarico seu Athico duce Alsatiae num fuerit Lendesti Majoris Domus filius?. 1720.[Anm. 8]
- De Pereximiis commedis quae in Ecclesiam et Rem publ. Hassiacam et Reformativae Sacrorum redundarunt. 1722.[Anm. 9]
- Programma quo invitat ad audiendem Inauguratem de insenia atheorum, qua munus suum rite auspicabitur Franciscus Ulricus Ries. 1722.[Anm. 10]
- De cultu religioso arboris Jovis praesertium in Hassia. 1740.[Anm. 11]
- Historische Untersuchung Von Des Otto Schützen, Gebohrnen Printzen von Hessen, Begebenheiten am Clevischen Hof. Aus noch nie gedruckten Urkunden erläutert, und mit vielen Anmerckungen versehen, worinnen zugleich verschiedene Chronologische und Genealogische Irrthümer entdeckt werden. Kassel 1746 (Digitalisat).